# Krankenhauskapelle Johannes Wesling-Klinikum Minden

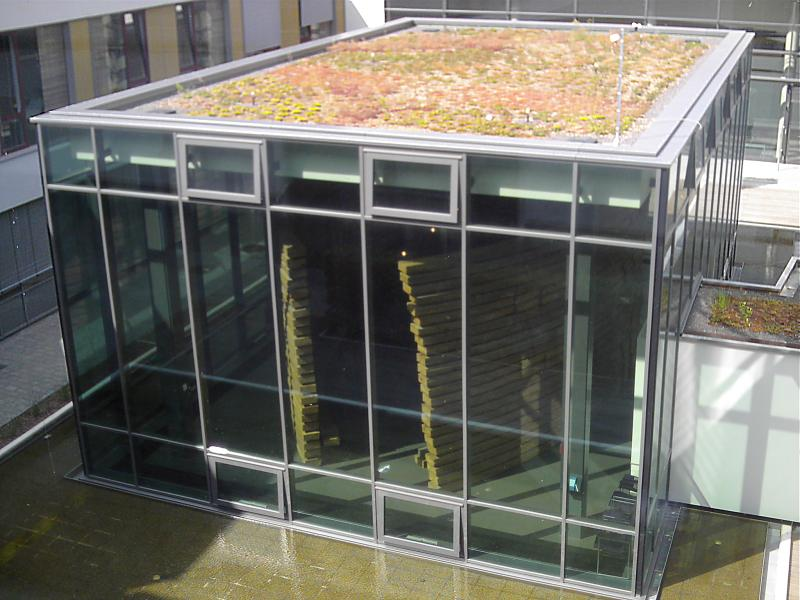
Ansicht im Innenhof

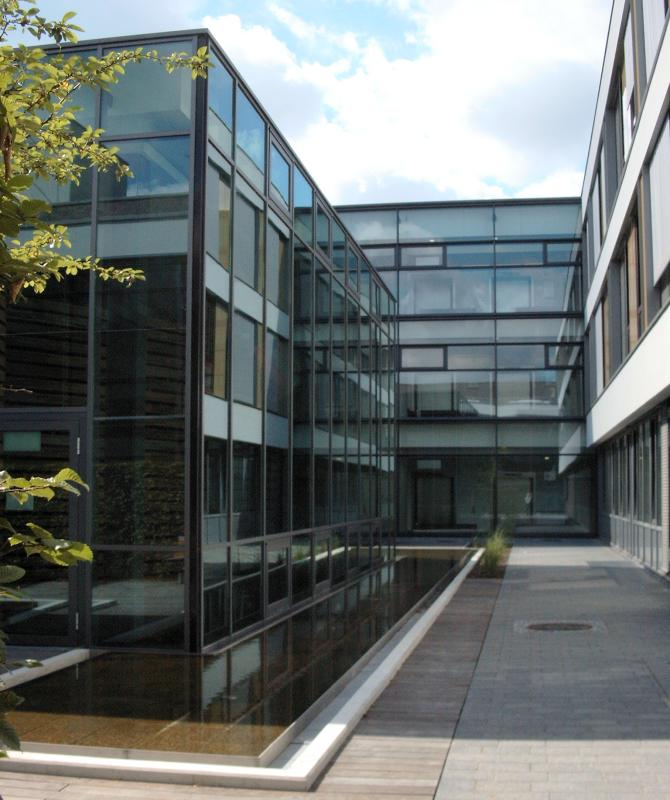
Seitenansicht

Die Krankenhauskapelle Johannes Wesling-Klinikum Minden ist eine Krankenhauskapelle im Johannes Wesling-Klinikum Minden in der ostwestfälischen Stadt Minden. Sie wurde im Zuge des Klinikumsbaus 2004–2008 errichtet und dient der seelsorgerischen Betreuung der Patienten der Klinik.
Auftraggeber der Kapelle waren das kommunale Klinikum und die örtliche evangelische und katholische Kirche.

## Konzeption und Bau
Die Kapelle wurde in gleichberechtigter Kooperation zwischen Architekten und einer zeitgenössischen Bildhauerin konzipiert und der gesamte Innenraum als Rauminstallation realisiert.
Die Kapelle ist baulich gesehen ein Solitär und befindet sich als eine Art Insel, umgeben von einem Wasserumlauf, in einem der Innenhöfe des Klinikums. Der Bau entspricht von außen gesehen der transparenten Klinikästhetik und besteht aus einer durch Stahlträger gehaltenen Glashülle (Grundfläche etwa 140 m²; Höhe 5,30 m), für die die Klinikarchitekten verantwortlich waren. Innerhalb der Glashülle befindet sich die von der Bildhauerin Susanne Tunn entworfene ellipsoide Raumskulptur, die den eigentlichen Kapellenraum bildet (Grundfläche etwa 70 m², Höhe 4,60 m). Die Form ergibt sich aus dem verwendeten Material, den Holzbögen eines Reithallendachs aus dem 19. Jahrhundert. Jeweils 23 Bögen sind auf jeder Seite aufeinandergelegt. Zwischen den Bögen verbleibt ein Abstand, so dass auch der Innenraum eine gewisse Lichtdurchlässigkeit aufweist. Innerhalb der Raumskulptur, an deren Innenwänden die Besucher Platz finden, steht eine ebenfalls von der Künstlerin realisierte Steinskulptur, die bei Gottesdiensten als Altar dient.
Der Kapellenbau ist aufgrund der den Innenraum bildenden Raumskulptur ohne Vorbild in der Geschichte der Krankenhauskapellen. Gleichwohl lassen sich Ähnlichkeiten zu anderen Kirchengebäuden aufweisen.
Indem Glashülle und Raumskulptur eine Art doppelten Innenraum bilden, ergeben sich Bezüge zu den Kreuzgängen älterer Kirchen, denn man kann innerhalb der Glashülle um die Raumskulptur herumgehen. In der neueren Kirchenarchitektur ist ein ähnliches Prinzip des doppelten Raums bei der Herz-Jesu-Kirche in München zu sehen; wie in Minden besteht dort die äußere Umhüllung aus Glas.
Die elliptische Form des Innenraums findet sich auch bei einigen wenigen anderen modernen Kirchen, zum Beispiel in der äußeren Gestalt der St.-Christophorus-Kirche in Westerland auf der Insel Sylt oder als elliptischer Innenraum in der Kirche "Saint-François-de-Molitor" in Paris.
Die Kapelle bietet etwa 50 Personen Platz.